# Dober (Kremnitz)
Die Dober, auch Doberbach genannt, ist ein etwa zwölf Kilometer langer linker und östlicher Zufluss der Kremnitz, der in Thüringen und Bayern verläuft.

## Name
Der Fluss wird 1157 erstmals schriftlich erwähnt (a fluviolo Dobera). Der Name stammt von der slawischen Wurzel *dobr- für 'gut' im Sinne von 'Klarheit,
Schönheit, Sauberkeit' oder 'fischreiches Gewässer'.

## Geographie

### Verlauf
Die Dober entspringt als Doberbach im Frankenwald in einem vermoorten Waldstück am Südosthang des Wetzsteins und nordwestlich von Brennersgrün. Nordwestlich von Lahm mündet sie in die Kremnitz.

### Zuflüsse
- Schwarze Sutte (rechts)
- Dorfbach (links), Tschirn